# الاتفاقية بين الولايات المتحدة والمكسيك وكندا
- United States–Mexico–Canada Agreement  (لغة?)
- Tratado entre México, Estados Unidos y Canadá  (إسبانية)
- Accord Canada–États-Unis–Mexique  (فرنسية)
- Canada–United States–Mexico Agreement  (إنجليزية)

الاتفاقية بين الولايات المتحدة الأمريكية والولايات المتحدة المكسيكية وكندا (تُعرف باسمها الأمريكي اتفاقية الولايات المتحدة-المكسيك-كندا أو يو. إس. إم. سي. إيه.)، وهي اتفاقية للتجارة الحرة بين كندا والمكسيك والولايات المتحدة، أُبرمت الاتفاقية باعتبارها خليفةً لاتفاقية التجارة الحرة لأمريكا الشمالية (نافتا). أُطلق على هذه الاتفاقية الجديدة اسم «نافتا 2.0» أو «نافتا الجديدة»، ويعود السبب في ذلك إلى تضمين العديد من الأحكام المذكورة في اتفاقية نافتا ضمن الاتفاقية الجديدة بالإضافة إلى كون التغييرات تدريجية إلى حد كبير. دخلت الاتفاقية بين الولايات المتحدة والمكسيك وكندا حيز التنفيذ في جميع الدول الأعضاء بتاريخ 1 يوليو من عام 2020.
جاءت هذه الاتفاقية نتيجةً لإعادة تفاوض (2017-2018) بين الدول الأعضاء في اتفاقية التجارة الحرة لأمريكا الشمالية، إذ وافق الأعضاء بصورة غير رسمية على شروط الاتفاقية الجديدة في 30 سبتمبر من عام 2018 قبل أن يُعلن عن الموافقة الرسمية في 1 أكتوبر. اقترح الرئيس الأمريكي دونالد ترامب هذه الاتفاقية ووقعها مع الرئيس المكسيكي إنريكه بينيا نييتو ورئيس الوزراء الكندي جاستن ترودو في 30 نوفمبر من عام 2018. جرى توقيع الاتفاقية على هامش قمة مجموعة العشرين في بوينس آيرس عام 2018. وقعت الدول الأعضاء وصدقت على نسخة منقحة في 10 سبتمبر من عام 2019، ليتأخر التصديق النهائي لكندا حتى 13 مارس من عام 2020، أي قبل تعليق اجتماع البرلمان الكندي بسبب جائحة كوفيد-19.
«ركزت المفاوضات على صادرات السيارات، والرسوم الجمركية على الفولاذ والألمنيوم، وأسواق الألبان والبيض والدواجن». ينص أحد البنود في الاتفاقية على «منع أي طرف من إصدار قوانين تقيد تدفق البيانات عبر الحدود». تختلف اتفاقية نافتا عن اتفاقية الولايات المتحدة- المكسيك- كندا، إذ أضافت الأخيرة أنظمةً للبيئة والعمل وشجعت الإنتاج المحلي للسيارات والشاحنات. توفر هذه الاتفاقية حمايةً محدثةً للملكية الفكرية، وتمنح الولايات المتحدة صلاحيةً أكبر في سوق منتجات الألبان في كندا، وتفرض نظام حصص فيما يتعلق بإنتاج السيارات في كندا والمكسيك، وترفع حد الإعفاء من الرسوم الجمركية للكنديين الذين يشترون البضائع الأمريكية عبر الإنترنت من 20 إلى 150 دولار أمريكي. أُدرجت القائمة الكاملة للاختلافات بين اتفاقية الولايات المتحدة- المكسيك- كندا ونافتا على الموقع الإلكتروني للممثل التجاري للولايات المتحدة (يو. إس. تي. آر.).
تستند اتفاقية الولايات المتحدة- المكسيك- كندا إلى أحكام اتفاقية نافتا الأصلية، بالإضافة إلى اعتمادها على الشراكة العابرة للمحيط الهادئ (تي. بّي. بّي.) واتفاق الشراكة الشاملة والتقدمية عبر المحيط الهادئ (سي. بّي. تي. بّي. بّي.). أعلنت المكسيك عن استعادها لتنفيذ الاتفاقية في 3 أبريل من عام 2020، لتنضم بذلك إلى كندا. دخلت الاتفاقية حيز التنفيذ في 1 يوليو من عام 2020.

## الخلفية والتسمية
تستند اتفاقية الولايات المتحدة- المكسيك- كندا إلى اتفاقية التجارة الحرة لأمريكا الشمالية (نافتا)، التي دخلت حيز التنفيذ في 1 يناير من عام 1994. جاءت الاتفاقية الحالية نتيجةً لأكثر من عام من المفاوضات، بما في ذلك التفاوض حول الرسوم الجمركية المحتملة للولايات المتحدة ضد كندا، بالإضافة إلى التفاوض حول إمكانية عقد صفقات ثنائية منفصلة بدلًا من الاتفاقية الثلاثية.
تضمنت حملة دونالد ترامب الرئاسية لانتخابات عام 2016 وعودًا بإعادة التفاوض بشأن تفعيل اتفاقية نافتا أو إلغاءها في حال فشل المفاوضات. شرع ترامب بعد انتخابه رئيسًا للولايات المتحدة في إجراء عدد من التغييرات التي من شأنها أن تؤثر على العلاقات التجارية مع الدول الأخرى. تضمنت هذه التغييرات الانسحاب من اتفاق باريس للمناخ والتوقف عن المشاركة في مفاوضات الشراكة العابرة للمحيط الهادئ وزيادة الرسوم الجمركية للصين إلى حد كبير، الأمر الذي أكد جديته في فرض بعض التغييرات على اتفاقية نافتا. لم يختلف الجدل الدائر حول مزايا وعيوب اتفاقية الولايات المتحدة- المكسيك- كندا عن المناقشات المتعلقة بجميع اتفاقيات التجارة الحرة (إف. تي. إيه.). على سبيل المثال، السلع العامة، والانتهاكات المحتملة للسيادة الوطنية، ودور المصالح التجارية والعمالية والبيئية والاستهلاكية في إيجاد صيغة للصفقات التجارية.
يشير كل طرف موقع إلى الاتفاقية باسم مختلف، إذ يُطلق عليها في الولايات المتحدة اسم اتفاقية الولايات المتحدة – المكسيك – كندا (يو. إس. إم. سي. إيه.)، بينما تُعرف في كندا رسميًا باسم اتفاقية كندا – الولايات المتحدة – المكسيك (سي. يو. إس. إم. إيه. بالإنجليزية وإيه. سي. إي. يو. إم. بالفرنسية)، أما في المكسيك فتُسمى بــ اتفاقية المكسيك- الولايات المتحدة – كندا (تي- إم. إي. سي. بالإسبانية). تُسمى الاتفاقية أحيانًا «نافتا الجديدة»، في إشارة إلى الاتفاقية الثلاثية السابقة المسماة اتفاقية التجارة الحرة لأمريكا الشمالية (نافتا) التي حلت الاتفاقية الجديدة محلها.

## الأنظمة الموحدة
أصدر مكتب الممثل التجاري الأمريكي (يو. إس. تي. آر.) قائمة الأنظمة الموحدة في 1 يونيو من عام 2020، التي كانت بمثابة العقبة الأخيرة قبل تنفيذ الاتفاقية في 1 يوليو من عام 2020.
تنص المادة 103 (ب) (2) من قانون اتفاقية الولايات المتحدة – المكسيك- كندا على ألا يتجاوز تاريخ الإعلان عن الأنظمة المؤقتة المطلوبة تاريخ دخول الاتفاقية حيز التنفيذ والبدء في تطبيق الأنظمة الموحدة المتعلقة بقواعد المنشأ. تساعد الأنظمة الموحدة لاتفاقية الولايات المتحدة – المكسيك – كندا على تفسير الفصول المختلفة من الاتفاقية، ولا سيما الفصول 4-7. أُصدرت هذه الأنظمة قبل شهر واحد من دخول الصفقة التجارية حيز التنفيذ، لتحل بذلك هذه الاتفاقية محل اتفاقية نافتا في 1 يوليو من عام 2020.

## المفاوضات
بدأت عملية التفاوض الرسمية في 18 مايو من عام 2017، عندما صرح مكتب الممثل التجاري للولايات المتحدة للكونغرس عن نيته في إعادة التفاوض بشأن اتفاقية نافتا بعد 90 يوم. أصدر مكتب الممثل التجاري الأمريكي (يو. إس. تي. آر.) وثيقةً لأهداف التفاوض الرئيسية في 7 يوليو من عام 2017 وفقًا لقوانين هيئة ترويج التجارة. بدأت المفاوضات في 16 أغسطس من عام 2017 واستمرت لثماني جولات رسمية من المحادثات حتى 8 أبريل من عام 2018. لم يتوصل الأطراف إلى أي قرار، الأمر الذي دفع لايتهايزر إلى الإعلان عن توقف المفاوضات لعام 2019 إن لم يجري التوصل إلى اتفاق قبل نهاية شهر مايو من عام 2018. يعود السبب في هذا البيان المعلن إلى التغيير الوشيك للحكومة في المكسيك، إذ لم يوافق الرئيس القادم آنذاك أندريس مانويل لوبيس أوبرادور على صيغ التفاوض وتبيّن بأنه غير راغب في توقيع الصفقة.
وفي المقابل، حدد رئيس مجلس النواب بول ريان في تاريخ 11 مايو من عام 2018 يوم 17 مايو موعدًا نهائيًا لاتخاذ الإجراءات في الكونغرس. لم يُؤخذ هذا الموعد النهائي بعين الاعتبار، ولم يجري التوصل إلى صفقة مع المكسيك حتى 27 أغسطس من عام 2018. لم توافق كندا على الصفقة المقدمة في ذلك الوقت. تغير الموعد النهائي لتقديم النص المتفق عليه إلى نهاية يوم 30 سبتمبر من عام 2018، نظرًا لمغادرة رئيس المكسيك المنتهية ولايته إنريكه بينيا نييتو منصبه في 1 ديسمبر من عام 2018، الأمر الذي استدعى ضرورة تخصيص 60 يوم للتنقيح. جرى التوصل للنص المتفق عليه في 30 سبتمبر من عام 2018. عمل المفاوضون على مدار الساعة وتمكنوا من إكمال الاتفاق قبل حوالي ساعة من منتصف ليل في اليوم المحدد على مسودة النص. نُشر نص اتفاقية الولايات المتحدة – المكسيك – كندا في اليوم التالي بتاريخ 1 أكتوبر من عام 2018 باعتباره وثيقةً متفق عليها.